# Hydrovatus cardoni
Hydrovatus cardoni är en skalbaggsart som beskrevs av Severin 1890. Hydrovatus cardoni ingår i släktet Hydrovatus och familjen dykare. Inga underarter finns listade i Catalogue of Life.